# Governo Provisório da República Argelina
O Governo Provisório da República Argelina (GPRA) é o lado político do Frente de Libertação Nacional (FLN) durante a guerra da independência da Argélia. Foi o GPRA que negociou os acordos de paz, os chamados acordos de Évian, com a França em 1962, em Évian-les-Bains, na França.
O anúncio oficial da constituição do governo provisório do GPRA tinha tido lugar no Cairo a 19 de setembro de 1958, e nesse mesmo dia foi feita uma declaração pública  pelo primeiro présidente do GPRA, Ferhat Abbas, onde definia as circunstâncias do criação do governo e os objectivos esperados.
Na realidade, o governo provisório havia posto as autoridades francesas defronte à realidade dos factos, enquanto que este pretendia não ter um interlocutor para negociar!

## Presidentes
- Ferhat Abbas; 19 de setembro de 1958 - 9 de agosto de 1961.
- Benyoucef Benkhedda; 9 de agosto de 1961 - 22 de julho de 1962.

## Efemérides
- 19 de setembro de 1958 - Proclamação do GPRA a partir do Cairo.
- 19 de março de 1962 - Acordos de Évian e cessar fogo da guerra da Argélia.
- 1 de julho de 1962 - o GPRA entra em Argel.
- 5 de julho de 1962 - proclamação oficial da independência da Argélia.
- 22 de julho de 1962 - criação de um Escritório político dissidente por Ben Bella em Tremecém.
- 20 de setembro de 1962 - eleição de uma assembleia constitutiva.
- 25 de setembro de 1962 - proclamação da República Democrática e Popular da Argélia.

## Publicações
- René Mayer Algérie, mémoire déracinée L'Harmattan 1999